# Казаковка (Немировский район)
Казаковка (укр. Козаківка) — село на Украине, находится в Немировском районе Винницкой области.
Код КОАТУУ — 0523089403. Население по переписи 2001 года составляет 24 человека. Почтовый индекс — 22825. Телефонный код — 4331.
Занимает площадь 0,21 км².

## Адрес местного совета
22886, Винницкая область, Немировский р-н, с. Язвинкы